# Szelomo Lazmi
Szelomo Lazmi – izraelski goalballista, uczestnik Letnich Igrzysk Paraolimpijskich 1992.
Na igrzyskach, reprezentował swój kraj w goalballu. Jego reprezentacja zajęła siódme miejsce. Ponadto, strzelił jednego gola, a na parkiecie spędził 17 minut. Grał w sześciu spotkaniach